# Microgale gymnorhyncha
Microgale gymnorhyncha é uma espécie de mamífero da família Tenrecidae, endêmica de Madagascar.